# Preston (stacja kolejowa)
Preston – stacja kolejowa w mieście Preston w Lancashire na linii kolejowej TransPennine North West i West Coast Main Line.

## Ruch pasażerski
Ze stacji korzysta ok. 3 647 000 pasażerów rocznie i liczba ta ciągle rośnie (dane za rok 2007). Posiada bezpośrednie połączenia z  Blackburn, Liverpoolem, Londynem, Blackpool, Manchester, Crewe i Walią. Pociągi odjeżdżają ze stacji w każdym kierunku w odstępach co najwyżej godzinnych w każdą stronę.

## Obsługa pasażerów
Kasy biletowe, automaty biletowe, poczekalnia klasy II, sklepy, bramki biletowe, telefon publiczny. Stacja dysponuje parkingiem samochodowym na 939 miejsc i rowerowym na 30 miejsc.